# Малич, Марина Владимировна
Марина Владимировна Малич, Дурново, Marina Wycheslavzoff de Dournovo (1912, Санкт-Петербург — 2002, Атенс (Джорджия), США) — вдова Даниила Хармса, которой он посвятил ряд своих произведений.

## Биография
Родилась в Петербурге 12 января 1912 (по другим сведениям, 1909 или 1913) года, в дворянской семье. 
Прадед со стороны матери — Григорий Дмитриевич Малич, врач, родом из Сербии.
Дед — Владимир Григорьевич Малич (1862—1917), бабушка — Мария Сергеевна Малич (урожд. Филиппова; 1871—1944). 
Сестра деда — Елизавета Григорьевна Голицына (урождённая Малич; 1860 — между 1936 и 1940), жена князя Алексея Львовича Голицына (1857–1921).  А.Л.Голицын был репрессирован, сидел в тюрьме ВЧК в Москве. Незадолго до своей кончины, как полагает М. Малич, по ходатайству Е.П. Пешковой был освобожден с разрешением вернуться в Петроград .
Мать — Ольга Владимировна Малич (4 марта 1895 — 27 декабря 1976), отец неизвестен. При рождении Марина Владимировна получила отчество по имени деда и фамилию. Вскоре после рождения дочери Ольга Малич вышла замуж, взяла фамилию Астафьева и вместе с мужем переехала жить в Париж).
Марину воспитывала двоюродная тетя — Елизавета Алексеевна Голицына (Лилиша; 1891–1971), жена Николая Владимировича Верховского (1877–после 03.1940). Их дочь — Ольгу Николаевну Верховскую (1912–1964) — Марина Владимировна считала своей сестрой, а саму Елизавету Алексеевну в дневниковых записях Марина Владимировна называет «мамой».
В 1925 году Н. В. Верховский был арестован по «делу лицеистов» и присуждён к пятилетней высылке на Соловки. За его освобождение ходатайствовал академик С.Ф.Ольденбург . В 1927 году был освобождён и поступил на работу в Библиотеку Академии наук, где работала его жена. В 1935 году он, его жена и тёща были высланы в Карагандинскую область как социально-опасные элементы. С ходатайством об их судьбе к Е.П.Пешковой обращались Марина Малич и их родственница — Екатерина Леткова-Султанова.
16 июля 1934 года Марина Владимировна Малич вышла замуж за поэта Даниила Ивановича Ювачёва-Хармса. При заключении брака взяла фамилию Ювачёва-Хармс. Состояла в браке до смерти своего мужа, последовавшей 2 февраля 1942 года.
Зимой 1941/1942 года выехала из Ленинграда в эвакуацию, на Кавказ (Минводский район, совхоз «Темпельгоф»), откуда была вывезена на работы в Германию как остарбайтер. Находясь в Германии, благодаря отличному знанию французского языка смогла выдать себя за француженку и, получив разрешение выехать из Германии, уехала к своей матери, состоявшей во втором браке с Михаилом Ивановичем Вышеславцевым (1886—1963) и проживавшей около Ниццы. Михаил Вышеславцев развёлся со свой женой и вступил в брак с М. В. Ювачёвой-Хармс, сын от этого брака — Дмитрий Михайлович Вышеславцев (род. 1947, Ницца).
В  1948 году вместе с сыном и мужем уехала жить в город Валенсия, в Венесуэлу. В Валенсии преподавала французский язык, занималась восточной философией, йогой, тайцзи и держала книжный магазин, специализировавшийся на буддистской и эзотерической литературе. Вступила в третий брак с физиком Юрием Дурново.
Оказавшись за границей, Марина Владимировна старалась не потерять связь со своими близкими в СССР.
В 1996 году филолог Владимир Глоцер благодаря художнику Леониду Тишкову нашел адрес М. В. Дурново в Венесуэле, прилетел туда и записал воспоминания вдовы Даниила Хармса на магнитофон, позже издав на их основе книгу. Вскоре вдову навестил другой хармсовед, Михаил Мейлах, который позже удостоверил, что Глоцер записал её воспоминания правильно, без преувеличений.
В конце жизни сын, Дмитрий Вышеславцев, проживавший в США, вывез мать к себе, в штат Джорджия, где она скончалась в 2002 году, в возрасте девяноста лет.

## Семья
Мужья:
- Даниил Хармс
- Михаил Иванович Вышеславцев (ум. 22 июня 1963 в Каракасе[15]). Сын — Дмитрий.
- Юрий Дурново, учился физике, работал таксистом, жил в Венесуэле

Согласно опубликованному некрологу, у её сына Дмитрия (Митча) Вышеславцева было 4 дочери.

## Воспоминания
- Владимир Глоцер. Марина Дурново: Мой муж Даниил Хармс. — М.: ИМА-пресс, 2005. — ISBN 5-901401-28-X
- Владимир Глоцер. Вот какой Хармс! — М.: ИМА-пресс, 2012.